# Elezioni comunali in Trentino-Alto Adige del 2024
Le elezioni comunali in Trentino-Alto Adige del 2024 si sono tenute il 25 febbraio, il 26 maggio e il 10 novembre, con turni di ballottaggio il 10 marzo, l'8-9 giugno e il 24 novembre, per il rinnovo di 14 consigli comunali.

## Riepilogo sindaci eletti
Südtiroler Volkspartei
     Coalizione di centro-sinistra
     Coalizione di centro-destra
| Provincia | Comune     | Sindaco uscente | Sindaco uscente   | Sindaco eletto | Sindaco eletto   | Primo turno | Primo turno | Secondo turno | Secondo turno | Seggi   |
| Provincia | Comune     | Sindaco uscente | Sindaco uscente   | Sindaco eletto | Sindaco eletto   | Voti        | %           | Voti          | %             | Seggi   |
| --------- | ---------- | --------------- | ----------------- | -------------- | ---------------- | ----------- | ----------- | ------------- | ------------- | ------- |
| Trento    | Rovereto   |                 | Francesco Valduga |                | Giulia Robol     | 6.476       | 41,10       | 9.614         | 57,30         | 21 / 32 |
| Bolzano   | Bressanone |                 | Peter Brunner     |                | Andreas Jungmann | 5.479       | 54,25       | —             | —             | 15 / 27 |
| Bolzano   | Laives     |                 | Christian Bianchi |                | Giovanni Seppi   | 2.169       | 29,88       | 4.415         | 58,05         | 8 / 27  |